# Kikuchi/Street/Morgan/Osgood
Kikuchi/Street/Morgan/Osgood ist ein Musikalbum von Masabumi Kikuchi, Ben Street, Thomas Morgan und Kresten Osgood. Die 2008 in New York City entstandenen Aufnahmen erschienen am 25. Mai 2015 auf Osgoods Label ILK.

## Hintergrund
In den 2000er-Jahren beschäftigte sich der Pianist Masabumi Kikuchi mit der Entwicklung einer neuen Herangehensweise an Musik und war an musikalischen Experimenten mit dem Bassisten Thomas Morgan und dem Gitarristen Todd Neufeld beteiligt, Experimenten, die in der Kurzdokumentation Out of Bounds veröffentlicht wurden. In den Liner Notes zu seinem Album Sunrise (ECM, 2012) bezieht sich Kikuchi auf diese Experimente und sagte:

„Gemeinsam versuchen wir, neue Möglichkeiten in der Ensembleimprovisation zu finden. Diese Jungs sind jung und schlau und sie verstehen sich unglaublich schnell, und wir teilen bereits eine Art Methode, wann immer wir zusammen spielen. Aber ich scheue davor zurück, diesen Begriff zu verwenden, denn was wir zu zerstören versuchen, ist auch eine Methode – eine, die uns an diesen Punkt gebracht hat. Also habe ich nach einem besseren Wort gesucht ...“

## Titelliste
- Masabumi Kikuchi, Ben Street, Thomas Morgan, Kresten Osgood: Kikuchi/Street/Morgan/Osgood (ILK Music ILK238CD)[2]

1. No. 11	8:07
2. No. 8	5:41
3. No. 4	9:56
4. No. 5	4:01
5. No. 9	5:27
6. No. 7	3:02
7. No. 10	6:54
8. No. 13	8:50

Die Kompositionen stammen allesamt von Masabumi Kikuchi, Ben Street, Thomas Morgan und Kresten Osgood.

## Rezeption

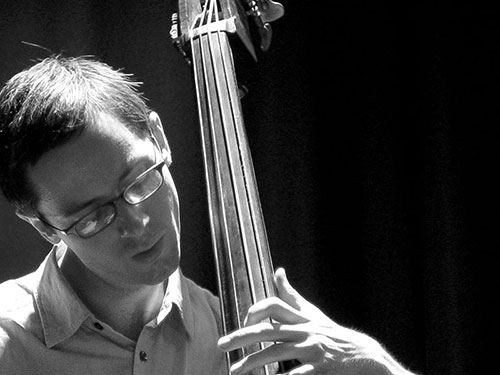
Thomas Morgan (2015)

Das bessere Wort, nach dem Kikuchi  suche, könnte „Fragment“ sein, schrieb Jakob Baekgaard in All About Jazz. Das Fragment werde als musikalischer Ansatz auf diesem Album untersucht. Friedrich Schlegel habe das einzigartige Potenzial des Fragments als etwas aufgefasst, das in die Unendlichkeit weisen könnte. Durch seine eigene Begrenztheit und die Tatsache, dass es nur ein losgelöster Teil von etwas anderem ist, würde das Fragment die Idee einer geschlossenen Totalität aufgeben. Die Idee des Fragments mag esoterisch und abstrakt erscheinen, aber es sei tatsächlich eine sehr nützliche Möglichkeit, zu verstehen, was in der Musik des japanischen Pianisten Masabumi Kikuchi vor sich gehe. Anstatt durchkomponierte Melodien zu spielen, würde er lieber abgehackte Melodiephrasen darbieten, die überall hingehen könnten. Das Gleiche gelte für den Rhythmus, der beginne und stoppe, „wie eine Uhr, die nicht funktioniert“. Es sei „die Ästhetik der Unterbrechung“, aber gleichzeitig gebe es auch Raum für lyrische Kontemplation.
Gemeinsam würden diese vier Musiker Musik erschaffen, die so klingt, als ob das Fragment einer Form im Augenblick entsteht, so Baekgaard weiter. Als Pianist meide Kikuchi die geschlossene lineare Logiktraditioneller Komposition. Es gebe Unterbrechungen, Ansammlungen von Akkorden und kristallinen Läufe über das Klavier, Momente romantischer Elegie und fast lautloses Zuhören. Wie Keith Jarrett seufze, stöhne und krächze auch Kikuchi, während er dem Klavier seltsame und schöne Klänge entlockt. Die beiden Bassisten Morgan und Street würden eine ähnliche Zen-Ästhetik teilen. Es sei bemerkenswert, wie viel Raum in der Musik vorhanden ist und sich die Musiker perfekt ergänzten, während sich ihre komplizierten Linien zu abstrakten Grooves entwickelten. Osgood wiederum spiele weitgehend im Stil Paul Motians, mit subtilen Beckenfärbungen, könne aber auch den Rhythmus vorantreiben und leise Explosionen erzeugen. Die Faszination dieser Musik liege letztlich darin, dass sie Gegensätze, Stille und Bewegung, Melodie und Abstraktion, Dissonanz und Harmonie zusammenbringe, ein Musikfragment auf dem Weg zur Formfindung und eine Platte, die Improvisation auf den Punkt bringe.